# Theodor Peters (Ingenieur)

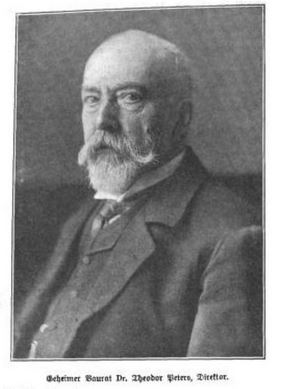
Theodor Peters

Theodor Peters (* 15. November 1841 in Menden; † 2. September 1908 in Berlin) war ein deutscher Ingenieur und Vorsitzender sowie Direktor des Vereins Deutscher Ingenieure (VDI).

## Leben
Theodor Peters war das fünfte von sechs Kindern des promovierten Juristen Ludwig Peters und dessen aus einer Berliner Bankiersfamilie stammenden Ehefrau. Er wurde in Menden bei Siegburg geboren, wo der Vater einen Hüttenbetrieb besaß. Nach Verkauf des Betriebs zog die Familie nach Köln um, von wo aus die Mutter nach dem Tod des Vaters 1846 mit ihren sechs Kindern nach Berlin übersiedelte. Dort betrieb sie eine Badeanstalt, um die Familie zu versorgen. 
In Berlin besuchte Peters das Köllnische Gymnasium, an dem er 1860 abschloss. Danach arbeitete er ein Jahr lang in Quint bei Trier als Former und Schlosser und ein weiteres halbes Jahr bei den Hüttenwerken in Meggen. Im Anschluss begann er ein Studium im Fach Maschinenbau am Königlichen Gewerbe-Institut in Berlin, das er aus finanziellen Gründen nach vier Semestern abbrach. Ab 1863 arbeitete er in Ingenieurbüros und Maschinenfabriken in Siegen. Im Jahr 1865 trat Peters dem Verein Deutscher Ingenieure (VDI) bei. Er gehörte zu den Gründungsmitgliedern des VDI-Bezirksvereins an der Lenne. 1869 wurde Peters von seinem Arbeitgeber als Teilhaber ohne Kapitaleinlage aufgenommen. Im Mai 1870 gehörte er zu den Gründungsmitgliedern des Siegener Bezirksvereins des VDI und stand diesem von 1879 bis 1881 vor. Im Jahr 1879 war Peters auch Vorsitzender des Gesamtvereins. Ab 1881 war er in der Hauptgeschäftsstelle des VDI in Berlin tätig, zunächst als Generalsekretär, von 1891 bis 1908 als Direktor. Ab 1882 war er verantwortlicher Schriftleiter der Zeitschrift des Vereines deutscher Ingenieure. Seinem Antrag, die seit 1877 erscheinende Wochenschrift des Vereines deutscher Ingenieure in der Zeitschrift des Vereines deutscher Ingenieure aufgehen zu lassen, wurde auf der 24. Hauptversammlung des VDI 1883 stattgegeben.
Im Jahr 1903 verlieh die Technische Hochschule München Peters die Würde eines Doktoringenieurs ehrenhalber, 1906 wurde ihm der Titel Geheimer Baurat verliehen. 
Peters war auch politisch engagiert. Bei der Reichstagswahl 1881 kandidierte er im Reichstagswahlkreis Regierungsbezirk Wiesbaden 5 für die Nationalliberale Partei (NLP), konnte sich aber nicht gegen den Mandatsinhaber Georg Thilenius, der 1880 die NLP verlassen und sich der Liberalen Vereinigung angeschlossen hatte, durchsetzen.
Theodor Peters war ein jüngerer Bruder von Richard Peters, einem der Gründungsmitglieder des VDI. Seit 1870 war er mit der Siegener Kaufmannstochter Marie, geborene Fölzer, verheiratet. Das Ehepaar hatte vier Kinder.
Peters starb im September 1908. Sein Buch Geschichte des Vereines deutscher Ingenieure erschien postum.